# Luis Manuel González-Mata
Luis Manuel González-Mata Lledó ha estat un espia i assagista espanyol del segle xx.

## Biografia
Fill d'un militar republicà, amb estudis de medicina, va ser reclutat per la SIAEM, dirigit en aquells dies pel coronel Eduardo Blanco (antecedent del CESID i del posterior CNI), ostentant el nom en clau de Cisne. Va fer els seus primers treballs en el Marroc i Algèria (nació aquesta última on va patir anys de presó), i va estar en el servei de seguretat del dictador Rafael Leónidas Trujillo en la República Dominicana. Va acumular una àmplia experiència internacional i va assistir al maig francès infiltrat pel SIM en els sindicats estudiantils i va actuar com a agent doble per la CIA; també va participar en altres missions de desinformació, espionatge i recerca. Desenganyat del que venien a suposar els serveis d'intel·ligència occidentals i de la seva hipòcrita manipulació dels recursos humans, va abandonar l'ofici el 1972 i es va dedicar a treballar com a investigador independent per als periòdics. Així i tot, González Mata va estar implicat en l'intent d'assassinat que va tenir lloc el 5 d'abril de 1978 del dirigent independentista canari Antonio Cubillo. Va publicar la seva autobiografia amb el títol Cisne. Yo fui espía de Franco. En el pròleg del seu llibre Las muertes del Che Guevara afirma que el 1979 és militant del Partit Comunista Francès.a treballar en la revista francesa Actuel. En el seu llibre no traduït a l'espanyol Les maîtres du monde (1979) va ser un dels primers a desvetllar l'existència i funcionament del Grup Bilderberg.

## Cisne. Yo fui espía de Franco
El seu pròleg comença així:
| « | No busco un èxit editorial. L'important per a mi avui, és denunciar tot un sistema de corrupció, assassinat i crim que beneficia a un imperialisme polític o econòmic. Testimoniar (i la meva complicitat de llargs anys crec que em permet fer-ho) que hi ha pobles sistemàticament sacrificats per un dogma o una doctrina política en el seu propi benefici. Que els termes Est i Oest, Orient i Occident, Comunisme i Democràcia, no són sinó paraules vanes… que els antagonismes desapareixen aviat en benefici d'una entesa còmplice… Entesa el preu de la qual paguen aquells que són titulats beneficiaris… A causa que he estat agent secret durant divuit anys de la meva vida, sé per a què serveixen els agents secrets. No serveixen per res. Tots els seus codis són desxifrats, tots els seus mitjans tècnics són neutralitzats, totes les seves informacions circulen, s'entrecreuen, s'interfereixen i s'anul·len. Però per desgràcia els agents secrets no es conformen amb ser inútils, a més volen ser perillosos. En efecte, quan no tenen informes que subministrar, se'ls inventen. Quan no disposen d'un atemptat que impedir, el provoquen. Quan no tenen cap organització extremista en la qual infiltrar-se, creen una. L'única cosa que justifica l'existència dels agents secrets és el desordre públic, i així, per sobreviure, alimenten aquest desordre públic amb tota classe d'escàndols i atemptats. | » |

El llibre ofereix informació de primera mà de l'atemptat contra el president veneçolà Rómulo Betancourt, del tresor dels Trujillo; del cas Julián Grimau, capturat per la delació d'un infiltrat en el PCE a França com a secretari de Santiago Carrillo; de la realitat sobre la República Espanyola en l'exili; l'assumpte del general Humberto Delgado a Portugal; de la CIA i la seva implicació en el Maig francès per enderrocar el govern de Charles de Gaulle; de la nodrida relació de Franco amb els soviètics, els seus bescanvis de comunistes (350 noms li va facilitar el KGB) a canvi d'informació secreta de les bases nord-americanes en sòl espanyol; de la desaparició de Ben Barka a París, polític d'esquerra marroquina; el cas del general Mohammed Oufkir i la CIA contra Hassan II en la fallida Operació Buraq, on caces F-5 de la Reial Força Aèria marroquina gairebé derroquen al boeing que transportava al rei a la seva tornada d'un viatge a França, així com de la dimissió de Willy Brandt a causa del "talp" Günter Guillaume, polític socialdemòcrata que va arribar a ser home de màxima confiança del president de la RFA i passava alhora secrets d'Estat als comunistes de la RDA, entre d'altres.

## Obres
- Cisne. Yo fui espía de Franco, Barcelona, Argos-Vergara, 1977.
- Terrorismo Internacional, Barcelona, Argos - Vergara, 1978.
- Las muertes del "Che" Guevara, Barcelona, Argos Vergara, 1980. ISBN 84-7017-849-0
- Les vrais maitres du monde, Paris, Editions Grasset & Fasquelle, 1979. Nunca traducido al español.